# Bund der Deutschen
El Bund der Deutschen, cuyo nombre completo era Bund der Deutschen, Partei für Einheit, Frieden und Freiheit (BdD, Alianza de los Alemanes, Partido por la Unidad, la Paz y la Libertad) fue un partido político de la Alemania Occidental.

## Historia
La BdD se originó de un movimiento de oposición a las políticas de integración occidental de Konrad Adenauer. Tras la firma del acuerdo general el 26 de junio de 1952, la Unión Alemana (Deutsche Sammlung) fue fundada en Dortmund. Los miembros del presídium fueron el excanciller Joseph Wirth (CDU), Katharina von Kardorff-Oheimb y Wilhelm Elfes (también exmiembros de la CDU). La Deutsche Sammlung se opuso a la integración occidental y exigió que todas las oportunidades para la reunificación alemana se utilizaran. Posteriormente se estableció la BdD.
El partido estaba influenciado por las políticas del Partido Socialista Unificado de Alemania (SED) y era apoyado y parcialmente administrado por este. A pesar del hecho de que políticos burgueses como Joseph Wirth o Wilhelm Elfes formaban parte del liderazgo del partido, la organización del mismo era influenciada por funcionarios comunistas.
El programa básico de la BdD era una política de neutralidad armada, así como de oposición al rearmamento de Alemania occidental y a la integración occidental. A diferencia de las políticas de Adenauer, el partido buscó un acuerdo con la Unión Soviética.
Aunque la BdD buscó solucionar las demandas económicas y sociales de las clases medias y de los campesinos, también buscó la socialización de las grandes empresas industriales. En 1956, el Partido Comunista de Alemania fue prohibido al igual que cualquier re-fundación de posibles partidos sucesores comunistas. Por ello, a finales de 1950, la BdD comenzó a actuar cada vez más como un sustituto (Ersatzorganisation) para los comunistas de Alemania Occidental.
Con la fundación de la Deutsche Friedens-Union (DFU) en Alemania Occidental, el SED prefirió fusionar a la BdD con esta organización. En efecto, la BdD ya no participaba en las elecciones, sino que incluía a sus candidatos en la lista de la DFU. El 2 de noviembre de 1968, el Partido Comunista Alemán, la DFU, la BdD y otras agrupaciones de izquierda formaron una lista común, la Acción Democrática del Progreso (Aktion Demokratischer Fortschritt) para las elecciones federales de 1969. El número de miembros de la BdD cayó (de acuerdo con registros del SED) de 12.000 (1953/1955) a menos de 3,000 (1965).
La BdD nunca se disolvió oficialmente pero se fusionó de facto en 1968 con la DFU. El último presidente del partido fue Josef Weber (presidente desde 1964; anteriormente secretario general de la BdD).